# 黄尾园蛛
黄尾园蛛（学名：Arachnura melanura）为园蛛科尾园蛛属的动物。分布于印度、马六甲、苏门答腊、爪哇、西里伯岛、日本、台湾岛以及中国大陆的浙江、湖南等地，多生活于榕树上。